# Groot-Brittannië op de Olympische Zomerspelen 1964
Groot-Brittannië nam deel aan de Olympische Zomerspelen 1964 in Tokio, Japan. De vier gouden medailles betekenden de tiende plaats in het medailleklassement.

## Medailleoverzicht
| Sport         | Olympiër                                                     | Discipline                 | Medaille |
| ------------- | ------------------------------------------------------------ | -------------------------- | -------- |
| Atletiek      | Ken Matthews                                                 | 20km snelwandelen (m)      | Goud     |
| Atletiek      | Lynn Davies                                                  | verspringen (m)            | Goud     |
| Atletiek      | Ann Packer                                                   | 800m (v)                   | Goud     |
| Atletiek      | Mary Rand                                                    | verspringen (v)            | Goud     |
| Atletiek      | John Cooper                                                  | 400m horden (m)            | Zilver   |
| Atletiek      | Maurice Herriott                                             | 3000m steeplechase (m)     | Zilver   |
| Atletiek      | Adrian Metcalfe Robbie Brightwell John Cooper Timothy Graham | 4x400m (m)                 | Zilver   |
| Atletiek      | Basil Heatley                                                | marathon (m)               | Zilver   |
| Atletiek      | Paul Nihill                                                  | 50km snelwandelen (m)      | Zilver   |
| Atletiek      | Ann Packer                                                   | 400m (v)                   | Zilver   |
| Atletiek      | Mary Rand                                                    | vijfkamp (v)               | Zilver   |
| Gewichtheffen | Louis Martin                                                 | -90kg (m)                  | Zilver   |
| Roeien        | John Russell Hugh Wardell-Yerburgh William Barry John James  | vier-zonder (m)            | Zilver   |
| Schermen      | Henry Hoskyns                                                | degen (m)                  | Zilver   |
| Zeilen        | Arthur Morgan Franklyn Musto                                 | dlying dutchman            | Zilver   |
| Zwemmen       | Robert McGregor                                              | 100m vrije slag (m)        | Zilver   |
| Atletiek      | Janet Simpson Daphne Arden Dorothy Hyman Mary Rand           | 4x100m (v)                 | Brons    |
| Paardensport  | Peter Robeson                                                | springconcours individueel | Brons    |

## Deelnemers en resultaten

### Atletiek
| Olympiër                                                 | Discipline               | Resultaat | Prestatie                                                                                         |
| -------------------------------------------------------- | ------------------------ | --------- | ------------------------------------------------------------------------------------------------- |
| Lynn Davies                                              | 100m (m)                 | 36e       | serie 3: 6de in 10,7                                                                              |
| Alf Meakin                                               | 100m (m)                 | 46e       | serie 6: 6de in 10,8                                                                              |
| Peter Radford                                            | 100m (m)                 | 17e       | serie 2: 2de in 10,6 kwartfinale 4: 5de in 10,5                                                   |
| Menzies Campbell                                         | 200m (m)                 | 23e       | serie 3: 1ste in 21,3 kwartfinale 3: 6de in 21,7                                                  |
| Peter Radford                                            | 200m (m)                 | 20e       | serie 2: 4de in 21,5 kwartfinale 4: 6de in 21,5                                                   |
| Robbie Ian Brightwell                                    | 400m (m)                 | 4e        | serie 1: 2de in 46,1 kwartfinale 3: 3de in 47,1 halve finale 1: 1ste in 45,7 finale: 4de in 45,7  |
| Tim Graham                                               | 400m (m)                 | 6e        | serie 2: 4de in 48,4 kwartfinale 2: 3de in 46,8 halve finale 2: 4de in 46,5 finale: 6de in 46,0   |
| Adrian Peter Metcalfe                                    | 400m (m)                 | 25e       | serie 3: 2de in 46,7 kwartfinale 4: 5de in 47,8                                                   |
| John Boulter                                             | 800m (m)                 | 9e        | serie 5: 1ste in 1.48,9 halve finale 2: 4de in 1.47,1                                             |
| Chris Carter                                             | 800m (m)                 | 17e       | serie 2: 3de in 1.51,0 halve finale 3: 4de in 1.49,1                                              |
| Alan Dean                                                | 800m (m)                 | 26e       | serie 4: 5de in 1.49,6                                                                            |
| Bill McKim                                               | 1500m (m)                | 22e       | serie 1: 5de in 3.46,8                                                                            |
| Alan Simpson                                             | 1500m (m)                | 4e        | serie 4: 1ste in 3.42,8 halve finale 2: 2de in 3.41,5 finale: 4de in 3.39,7                       |
| John Whetton                                             | 1500m (m)                | 8e        | serie 2: 3de in 3.44,2 halve finale 1: 5de in 3.39,9 finale: 8ste in 3.42,4                       |
| Derek Graham                                             | 5000m (m)                | 32e       | serie 4: 7de in 14.21,6                                                                           |
| John Bryan Herring                                       | 5000m (m)                | 21e       | serie 1: 6de in 14.07,2                                                                           |
| Michael Edwin Wiggs                                      | 5000m (m)                | 11e       | serie 2: 1ste in 13.51,0 finale: 11de in 14.20,8                                                  |
| Michael Bullivant                                        | 10000m (m)               | 21e       | 30.12,0                                                                                           |
| Ron Hill                                                 | 10000m (m)               | 18e       | 29.53,0                                                                                           |
| Fergus Murray                                            | 10000m (m)               | 22e       | 30.22,4                                                                                           |
| John Michael Parker                                      | 110m horden (m)          | 15e       | serie 5: 3de in 14,2 halve finale 2: 8ste in 14,6                                                 |
| Laurie Taitt                                             | 110m horden (m)          | 18e       | serie 2: 4de in 14,5                                                                              |
| John Cooper                                              | 400m horden (m)          | Zilver    | serie 1: 1ste in 50,5 halve finale 2: 1ste in 50,4 finale: 2de in 50,1                            |
| Mike Hogan                                               | 400m horden (m)          | 20e       | serie 4: 4de in 52,5                                                                              |
| Peter Warden                                             | 400m horden (m)          | 12e       | serie 2: 3de in 51,6 halve finale 1: 5de in 51,2                                                  |
| Maurice Herriott                                         | 3000m steeplechase (m)   | Zilver    | serie 2: 1ste in 8.33,0 (OR) finale: 2de in 8.32,4                                                |
| Laurie Taitt                                             | 3000m steeplechase (m)   | 10e       | serie 2: 3de in 8.45,2 finale: 10de in 8.43,8                                                     |
| Peter Radford Ronald Jones Menzies Campbell Lynn Davies  | 4x100m (m)               | 8e        | serie 1: 3de in 40,1 halve finale 1: 4de in 40,1 finale: 8ste in 39,6                             |
| Tim Graham Adrian Metcalfe John Cooper Robbie Brightwell | 4x400m (m)               | Zilver    | serie 3: 1ste in 3.04,7 finale: 2de in 3.01,6                                                     |
| Basil Heatley                                            | marathon (m)             | Zilver    | 2:16.19,2                                                                                         |
| Ron Hill                                                 | marathon (m)             | 19e       | 2:25.34,4                                                                                         |
| Brian Kilby                                              | marathon (m)             | 4e        | 2:17.02,4                                                                                         |
| John Edgington                                           | 20km snelwandelen (m)    | 8e        | 1:32.46,0                                                                                         |
| Ken Matthews                                             | 20km snelwandelen (m)    | Goud      | 1:29.34,0                                                                                         |
| John Chester Paddick                                     | 20km snelwandelen (m)    | 10e       | 1:33.28,4                                                                                         |
| Ray Middleton                                            | 50km snelwandelen (m)    | 13e       | 4:25.49,2                                                                                         |
| Paul Nihill                                              | 50km snelwandelen (m)    | Zilver    | 4:11.31,2                                                                                         |
| Don Thompson                                             | 50km snelwandelen (m)    | 10e       | 4:22.39,4                                                                                         |
| Fred Alsop                                               | verspringen (m)          | 22e       | kwalificatie: 22ste met 7,26m                                                                     |
| Lynn Davies                                              | verspringen (m)          | Goud      | kwalificatie: 2de met 7,78m finale: 1ste met 8,07m                                                |
| John Morbey                                              | verspringen (m)          | 11e       | kwalificatie: 7de met 7,56m finale: 11de met 7,09m                                                |
| Fred Alsop                                               | hink-stap-springen (m)   | 4e        | kwalificatie: 1ste met 16,41m finale: 4de met 16,46m                                              |
| Michael Ralph                                            | hink-stap-springen (m)   | 18e       | kwalificatie: 18de met 15,57m                                                                     |
| Gordon Miller                                            | hoogspringen (m)         | 18e       | kwalificatie: 1ste met 2,06m finale: 18de met 2,03m                                               |
| Dave Stevenson                                           | polsstokhoogspringen (m) | 20e       | kwalificatie: 20ste met 4,50m                                                                     |
| Mike Lindsay                                             | kogelstoten (m)          | 19e       | kwalificatie: 19de met 17,23m                                                                     |
| Martyn Lucking                                           | kogelstoten (m)          | 16e       | kwalificatie: 16de met 17,67m                                                                     |
| Roy Hollingsworth                                        | discuswerpen (m)         | 10e       | kwalificatie: 8ste met 55,96m finale: 10de met 53,87m                                             |
| Howard Payne                                             | discuswerpen (m)         | 17e       | kwalificatie: 17de met 61,90m                                                                     |
|                                                          |                          |           |                                                                                                   |
| Daphne Arden                                             | 100m (v)                 | 13e       | serie 1: 2de in 11,5 kwartfinale 4: 2de in 11,5 halve finale 1: 6de in 11,8                       |
| Madeleine Cobb                                           | 100m (v)                 | 15e       | serie 6: 6de in 12,0                                                                              |
| Dorothy Hyman                                            | 100m (v)                 | 8e        | serie 4: 1ste in 11,6 kwartfinale 1: 2de in 11,5 halve finale 2: 4de in 11,6 finale: 8ste in 11,9 |
| Daphne Arden                                             | 200m (v)                 | 8e        | serie 6: 2de in 24,2 halve finale 1: 4de in 24,0 finale: 8ste in 24,0                             |
| Dorothy Hyman                                            | 200m (v)                 | 9e        | serie 4: 2de in 24,0 halve finale 2: 5de in 23,9                                                  |
| Janet Simpson                                            | 200m (v)                 | 7e        | serie 1: 1ste in 24,0 halve finale 1: 3de in 23,7 finale: 7de in 23,9                             |
| Joy Grieveson                                            | 400m (v)                 | 11e       | serie 1: 4de in 56,8 halve finale 1: 5de in 54,8                                                  |
| Patricia Kippax                                          | 400m (v)                 | 9e        | serie 2: 6de in 55,5 halve finale 2: 5de in 54,4                                                  |
| Ann Packer                                               | 400m (v)                 | Zilver    | serie 3: 1ste in 53,1 (OR) halve finale 1: 1ste in 52,7 (OR) finale: 2de in 52,2                  |
| Mary Hodson                                              | 800m (v)                 | 11e       | serie 2: 1ste in 2.08,5 halve finale 1: 7de in 2.07,1                                             |
| Ann Packer                                               | 800m (v)                 | Goud      | serie 1: 5de in 2.12,6 halve finale 2: 3de in 2.06,0 finale: 1ste in 2.01,1 (WR)                  |
| Anne Smith                                               | 800m (v)                 | 8e        | serie 3: 1ste in 2.08,0 halve finale 1: 4de in 2.04,8 finale: 8ste in 2.05,8                      |
| Pat Pryce                                                | 80m horden (v)           | 9e        | serie 2: 2de in 10,8 halve finale 2: 5de in 10,7                                                  |
| Janet Simpson Mary Rand Daphne Arden Dorothy Hyman       | 4x100m (v)               | Brons     | serie 1: 2de in 44,9 finale: 3de in 44,0                                                          |
| Alix Jamieson                                            | verspringen (v)          | 17e       | kwalificatie: 16de met 6,00m finale: 17de met 5,65m                                               |
| Sheila Parkin                                            | verspringen (v)          | 13e       | kwalificatie: 13de met 6,04m finale: 13de met 6,04m                                               |
| Mary Rand                                                | verspringen (v)          | Goud      | kwalificatie: 1ste met 6,52m (OR) finale: 1ste met 6,76m (WR)                                     |
| Linda Knowles                                            | hoogspringen (v)         | 22e       | kwalificatie: 22ste met 1,60m                                                                     |
| Gwenda Matthews                                          | hoogspringen (v)         | 16e       | kwalificatie: 16de met 1,65m                                                                      |
| Frances Slaap                                            | hoogspringen (v)         | 6e        | kwalificatie: 4de met 1,70m finale: 6de met 1,71m                                                 |
| Mary Peters                                              | kogelstoten (v)          | 14e       | kwalificatie: 14de met 14,46m                                                                     |
| Sue Platt                                                | speerwerpen (v)          | 14e       | kwalificatie: 10de met 49,88m finale: 9de met 48,59m                                              |
| Mary Peters                                              | vijfkamp (v)             | 4e        | 4797 punten                                                                                       |
| Mary Rand                                                | vijfkamp (v)             | Zilver    | 5035 punten                                                                                       |

### Boksen
| Olympiër         | Discipline  | Resultaat | Prestatie |
| ---------------- | ----------- | --------- | --- |
| John McCluskey   | -51kg (m)   | 9e        | 1ste ronde: W van THA Komolsen: 4-1 2de ronde: V van URS Sorokin: scheidsrechterlijke beslissing                                |
| Brian Packer     | -54kg (m)   | 17e       | 1ste ronde: V van JPN Sakurai: 1-4                                                                                              |
| Ronald Smith     | -57kg (m)   | 17e       | 1ste ronde: V van BIR Tun: scheidsrechterlijke beslissing                                                                       |
| James Dunne      | -60kg (m)   | 9e        | 1ste ronde: W van CUB Hita: 4-1 2de ronde: V van PHI Arpon: 1-4                                                                 |
| Dick McTaggart   | -63,5kg (m) | 9e        | 1ste ronde: W van AUS Rossi: 5-0 2de ronde: V van POL Kulej: 1-4                                                                |
| Michael Varley   | -67kg (m)   | 5e        | 1ste ronde: W van KOR Lee: 3-2 2de ronde: W van ARG Pereyra: 3-2 kwartfinale: V van ITA Bertini: scheidsrechterlijke beslissing |
| William Robinson | -71kg (m)   | 9e        | 1ste ronde: vrij 2de ronde: V van NGR Maiyegun: scheidsrechterlijke beslissing                                                  |
| William Stack    | -75kg (m)   | 9e        | 1ste ronde: vrij 2de ronde: V van EUA Schulz: scheidsrechterlijke beslissing                                                    |

### Gewichtheffen
| Olympiër          | Discipline  | Resultaat | Prestatie                                                                                |
| ----------------- | ----------- | --------- | ---------------------------------------------------------------------------------------- |
| George Newton     | -60kg (m)   | 15e       | drukken: 14de met 100kg trekken: 9de met 102,5kg stoten: 19de met 122,5kg totaal: 325kg  |
| Mike Pearman      | -75kg (m)   | 14e       | drukken: 14de met 120kg trekken: 14de met 117,5kg stoten: 14de met 150kg totaal: 387,5kg |
| Sylvanus Blackman | -82,5kg (m) | 10e       | drukken: 13de met 130kg trekken: 13de met 127,5kg stoten: 6de met 170kg totaal: 427,5kg  |
| George Manners    | -82,5kg (m) | 15e       | drukken: 17de met 125kg trekken: 15de met 122,5kg stoten: 13de met 162,5kg totaal: 410kg |
| Louis Martin      | -90kg (m)   | Zilver    | drukken: 2de met 155kg trekken: 3de met 140kg stoten: 2de met 180kg totaal: 475kg        |

### Hockey
| Olympiër | Discipline | Resultaat | Prestatie |
| --- | ---------- | --------- | --- |
| Paul Fishwick John Neill David Judge David Wilman Charles Jones Roger Sutton Howard Davis Alan Page Jim Deegan John Cadman John Hindle Christopher Langhorne David Veit Geoffrey Cutter Michael Corby Derek Miller John Land Harry Cahill | mannen (m) | 9e        | groep A: 5de V van Australië: 0-7 V van Nieuw-Zeeland: 0-2 W van Zuid-Rhodesië: 4-1 V van Pakistan: 0-1 V van Kenia: 0-1 W van Japan: 1-0 |

| Groep A |                  |             |             |             |             |            |            |            |        |
| #       | Land             | Wedstrijden | Wedstrijden | Wedstrijden | Wedstrijden | Doelpunten | Doelpunten | Doelpunten | Punten |
| #       | Land             | G           | W           | G           | V           | V          | T          | Saldo      | Punten |
| 1       | Pakistan         | 6           | 6           | 0           | 0           | 17         | 3          | +14        | 12     |
| 2       | Australië        | 6           | 4           | 0           | 2           | 16         | 5          | +11        | 8      |
| 3       | Kenia            | 6           | 3           | 1           | 2           | 7          | 9          | -2         | 7      |
| 4       | Japan            | 6           | 3           | 0           | 3           | 6          | 6          | 0          | 6      |
| 5       | Groot-Brittannië | 6           | 2           | 0           | 4           | 5          | 12         | -7         | 4      |
| 6       | Zuid-Rhodesië    | 6           | 1           | 1           | 4           | 4          | 16         | -12        | 3      |
| 7       | Nieuw-Zeeland    | 6           | 1           | 0           | 5           | 6          | 10         | -4         | 2      |

| Ronde      | Datum | Plaats           | Land | Score            | Land |
| ---------- | ----- | ---------------- | ---- | ---------------- | ---- |
| Groepsfase |       |                  |      |                  |      |
| 11 oktober | Tokio | Groot-Brittannië | 0-7  | Australië        |      |
| 12 oktober | Tokio | Groot-Brittannië | 0-2  | Nieuw-Zeeland    |      |
| 13 oktober | Tokio | Groot-Brittannië | 4-1  | Zuid-Rhodesië    |      |
| 15 oktober | Tokio | Pakistan         | 1-0  | Groot-Brittannië |      |
| 18 oktober | Tokio | Groot-Brittannië | 0-1  | Kenia            |      |
| 19 oktober | Tokio | Groot-Brittannië | 1-0  | Japan            |      |

### Judo
| Olympiër           | Discipline      | Resultaat | Prestatie                        |
| ------------------ | --------------- | --------- | -------------------------------- |
| Brian Jacks        | -68kg (m)       | 9e        | groep B: 2de met 1 overwinning   |
| Sydney Hoare       | -80kg (m)       | 18e       | groep G: 3de met 0 overwinningen |
| Anthony Sweeney    | +80kg (m)       | 14e       | groep B: 3de met 0 overwinningen |
| David Petherbridge | open klasse (m) | 7e        | groep A: 3de met 0 overwinningen |

### Kanovaren
| Olympiër                                                | Discipline    | Resultaat | Prestatie                                                                          |
| ------------------------------------------------------- | ------------- | --------- | ---------------------------------------------------------------------------------- |
| Alistair Wilson                                         | K-1 1000m (m) | 8e        | serie 3: 2de in 4.09,44 halve finale 2: 3de in 4.07,61 finale: 8ste in 4.05,80     |
| Peter Lawler Glenn Palmer Robert Lowery Alistair Wilson | K-4 1000m (m) | 12e       | serie 1: 6de in 3.28,59 herkansingen: 3de in 3.30,44 halve finale 1: 4de in 3.33,0 |
|                                                         |               |           |                                                                                    |
| Marianne Tucker                                         | K-1 500m (v)  | 11e       | serie 1: 6de in 2.14,37 halve finale: 5de in 2.16,56                               |

### Moderne vijfkamp
| Olympiër                              | Discipline  | Resultaat | Prestatie    |
| ------------------------------------- | ----------- | --------- | ------------ |
| Benjamin Finnis                       | individueel | 21e       | 4492 punten  |
| Jim Fox                               | individueel | 29e       | 4274 punten  |
| Robert Phelps                         | individueel | 25e       | 4402 punten  |
| Benjamin Finnis Jim Fox Robert Phelps | team        | 9e        | 13152 punten |

### Paardensport
| Olympiër                                  | Discipline  | Resultaat | Prestatie                      |
| Dressuur                                  | Dressuur    | Dressuur  | Dressuur                       |
| ----------------------------------------- | ----------- | --------- | ------------------------------ |
| Alistair Wilson                           | individueel | 12e       | voorronde: 12de met 743 punten |
| Eventing                                  |             |           |                                |
| Michael Bullen                            | individueel | DNF       | niet gefinisht                 |
| Reuben Jones                              | individueel | 9e        | 26,20 punten                   |
| Richard Meade                             | individueel | 8e        | 29,73 punten                   |
| James Templar                             | individueel | DNF       | niet gefinisht                 |
| Reuben Jones Richard Meade James Templar  | team        | DNF       | niet gefinisht                 |
| Springconcours                            |             |           |                                |
| William Barker                            | individueel | 27e       | 44,25 strafpunten              |
| David Broome                              | individueel | 21e       | 37,00 punten                   |
| Peter Robeson                             | individueel | Brons     | 16,00 punten                   |
| William Barker David Broome Peter Robeson | team        | 4e        | 97,25 strafpunten              |

### Roeien
| Olympiër                                                       | Discipline      | Resultaat | Prestatie                                                                      |
| -------------------------------------------------------------- | --------------- | --------- | ------------------------------------------------------------------------------ |
| Arnold Cooke Peter Webb                                        | dubbel-twee (m) | 7e        | serie 1: 4de in 6.49,83 herkansingen: 2de in 6.50,48 finale B: 1ste in 6.44,39 |
| David Lee Nicholson Stewart Farquharson                        | twee-zonder (m) | 4e        | serie 3: 2de in 7.30,34 herkansingen: 1ste in 7.28,30 finale: 4de in 7.42,00   |
| John M. Russell Hugh Wardell-Yerburgh William Barry John James | vier-zonder (m) | Zilver    | serie 2: 1ste in 6.47,04 finale: 2de in 7.00,47                                |

### Schermen
| Olympiër                                                                                | Discipline      | Resultaat | Prestatie |
| --------------------------------------------------------------------------------------- | --------------- | --------- | --- |
| Bill Hoskyns                                                                            | degen (m)       | Zilver    | 1ste ronde groep H: 1ste met 6 overwinningen 2de ronde groep B: 2de met 4 overwinningen 3de ronde: vrij 4de ronde: W van HUN Nemere: 10-7 kwartfinale: W van EUA Rompza: 10-5 finale: 2de                                                |
| Peter Jacobs                                                                            | degen (m)       | 24e       | 1ste ronde groep C: 1ste met 6 overwinningen 2de ronde groep C: 6de met 1 overwinning |
| Allan Jay                                                                               | degen (m)       | 17e       | 1ste ronde groep F: 4de met 4 overwinningen 2de ronde groep F: 3de met 2 overwinningen |
| Bill Hoskyns John Pelling Peter Jacobs Michael Howard Allan Jay                         | degen team (m)  | 9e        | 1ste ronde groep D: 2de met 1 overwinning 2de ronde: V van Zwitserland: 4-8 |
| Bill Hoskyns                                                                            | floret (m)      | 7e        | 1ste ronde groep F: 3de met 3 overwinningen 2de ronde groep B: 2de met 3 overwinningen 3de ronde: W van ITA Curletto: 10-6 4de ronde: W van URS Sveshnikov: 10-8 kwartfinale: V van POL Franke: 4-10 5-8ste plek: V van HUN Kamuti: 6-10 |
| Allan Jay                                                                               | floret (m)      | 17e       | 1ste ronde groep C: 4de met 2 overwinningen 2de ronde groep E: 3de met 2 overwinningen 3de ronde: V van FRA Revenu: 2-10 |
| Sandy Leckie                                                                            | floret (m)      | 24e       | 1ste ronde groep G: 3de met 3 overwinningen 2de ronde groep A: 6de met 0 overwinningen |
| Bill Hoskyns Allan Jay Sandy Leckie Ralph Cooperman Derrick Cawthorne                   | floret team (m) | 9e        | 1ste ronde groep B: 3de met 0 overwinningen |
| Ralph Cooperman                                                                         | sabel (m)       | 24e       | 1ste ronde groep G: 3de met 3 overwinningen 2de ronde groep D: 6de met 2 overwinningen |
| Sandy Leckie                                                                            | sabel (m)       | 27e       | 1ste ronde groep F: 4de met 2 overwinningen 2de ronde groep B: 8ste met 1 overwinning |
| Richard Oldcorn                                                                         | sabel (m)       | 33e       | 1ste ronde groep E: 5de met 2 overwinningen |
| Richard Oldcorn Sandy Leckie Ralph Cooperman Michael Howard Bill Hoskyns                | sabel team (m)  | 9e        | 1ste ronde groep B: 3de met 0 overwinningen |
|                                                                                         |                 |           | |
| Janet Bewley-Cathie-Wardell-Yerburgh                                                    | floret (v)      | 27e       | 1ste ronde groep F: 6de met 1 overwinning |
| Shirley Netherway                                                                       | floret (v)      | 24e       | 1ste ronde groep D: 4de met 2 overwinningen 2de ronde groep B: 6de met 0 overwinningen |
| Mary Watts-Tobin                                                                        | floret (v)      | 9e        | 1ste ronde groep E: 3de met 4 overwinningen 2de ronde groep C: 3de met 2 overwinningen 3de ronde: V van ITA Colombetti: 6-8 |
| Shirley Netherway Theresa Offredy Janet Bewley-Cathie-Wardell-Yerburgh Mary Watts-Tobin | floret team (v) | 9e        | 1ste ronde groep A: 3de met 0 overwinningen |

### Schietsport
| Olympiër        | Discipline              | Resultaat | Prestatie                        |
| --------------- | ----------------------- | --------- | -------------------------------- |
| John Hall       | 50m geweer liggend (m)  | 23e       | 589 punten: (98-100-98-97-98-98) |
| Peter Morgan    | 50m geweer liggend (m)  | 17e       | 591 punten: (99-98-99-99-99-97)  |
| Anthony Chivers | 50m pistool (m)         | 5e        | 552 punten: (93-91-89-91-95-93)  |
| Harry Cullum    | 50m pistool (m)         | 29e       | 532 punten: (87-88-89-90-84-94)  |
| Alan Bray       | 25m snelvuurpistool (m) | 38e       | 569 punten: (281-288)            |
| Tony Clark      | 25m snelvuurpistool (m) | 10e       | 587 punten: (294-293)            |
| Bob Braithwaite | trap (m)                | 7e        | 192 punten                       |
| Joe Wheater     | trap (m)                | 11e       | 190 punten                       |

### Schoonspringen
| Olympiër        | Discipline    | Resultaat | Prestatie                                                     |
| --------------- | ------------- | --------- | ------------------------------------------------------------- |
| John Candler    | 3m plank (m)  | 9e        | voorronde: 9de met 90,69 punten                               |
| Anthony Kitcher | 10m toren (m) | 16e       | voorronde: 16de met 89,95 punten                              |
| Brian Phelps    | 10m toren (m) | 6e        | voorronde: 4de met 93,85 punten finale: 6de met 143,18 punten |
| William Wood    | 10m toren (m) | 25e       | voorronde: 25ste met 81,82 punten                             |
|                 |               |           |                                                               |
| Frances Cramp   | 10m toren (v) | 14e       | voorronde: 14de met 45,48 punten                              |
| Joy Newman      | 10m toren (v) | 19e       | voorronde: 19de met 42,72 punten                              |

### Turnen
| Olympiër          | Discipline               | Resultaat | Prestatie     |
| ----------------- | ------------------------ | --------- | ------------- |
| John Mulhall      | individuele meerkamp (m) | 115e      | 98,45 punten  |
| Jack Pancott      | individuele meerkamp (m) | 102e      | 104,00 punten |
|                   |                          |           |               |
| Denise Goddard    | individuele meerkamp (v) | 71e       | 69,365 punten |
| Monica Rutherford | individuele meerkamp (v) | 77e       | 68,065 punten |

### Wielersport
| Olympiër                                           | Discipline                    | Resultaat | Prestatie                                                        |
| Baan                                               | Baan                          | Baan      | Baan                                                             |
| -------------------------------------------------- | ----------------------------- | --------- | ---------------------------------------------------------------- |
| Karl Barton                                        | sprint (m)                    | 11e       | serie 6: 1ste in 12,68 2de ronde: 3de herkansingen: 2de          |
| Christopher Church                                 | sprint (m)                    | 24e       | serie 9: 2de herkansingen: 3de                                   |
| Roger Whitfield                                    | tijdrit (m)                   | 17e       | 1.13,29                                                          |
| Hugh Porter                                        | individuele achtervolging (m) | 5e        | serie 1: 2de in 5.03,16 kwartfinale: V van DEN Isaksson: 5.01,13 |
| Karl Barton Christopher Church                     | tandem (m)                    | 10e       | serie 6: 2de herkansingen: V van DEN Fredborg/Jorgensen          |
| Trevor Bull Harry Jackson Hugh Porter Brian Sandy  | ploegenachtervolging (m)      | e         | serie 1: 2de in 4.47,67                                          |
| Weg                                                |                               |           |                                                                  |
| Michael Cowley                                     | wegwedstrijd (m)              | 51e       | 4:39.51,79                                                       |
| Derek Harrison                                     | wegwedstrijd (m)              | 31e       | 4:39.51,74                                                       |
| Colin Lewis                                        | wegwedstrijd (m)              | 25e       | 4:39.51,74                                                       |
| Terry West                                         | wegwedstrijd (m)              | 26e       | 4:39.51,74                                                       |
| Bob Addy Michael Cowley Derek Harrison Colin Lewis | ploegentijdrit (m)            | 15e       | 2:34.31,94                                                       |

### Worstelen
| Olympiër         | Discipline  | Resultaat   | Prestatie                                                                                                 |
| Vrije stijl      | Vrije stijl | Vrije stijl | Vrije stijl                                                                                               |
| ---------------- | ----------- | ----------- | --- |
| Walter Pilling   | -57kg (m)   | 16e         | 1ste ronde: V van PAK Siraj-Din 2de ronde: V van JPN Uetake                                               |
| Bert Aspen       | -63kg (m)   | 11e         | 1ste ronde: V van BUL Ivanov 2de ronde: vrij 3de ronde: V van AFG Ebrahimi                                |
| Kenny Stephenson | -70kg (m)   | 13e         | 1ste ronde: V van IRI Movahed 2de ronde: W van MEX Echaniz 3de ronde: V van AUS Marsh                     |
| Len Allen        | -78kg (m)   | 15e         | 1ste ronde: G van AFG Shakar 2de ronde: V van ARG Graffigna 3de ronde: V van IND Singh                    |
| Tony Buck        | -97kg (m)   | 14e         | 1ste ronde: V van JPN Kawano 2de ronde: V van IRI Takhti                                                  |
| Denis McNamara   | +97kg (m)   | 5e          | 1ste ronde: V van IND Andhalkar 2de ronde: vrij 3de ronde: W van JPN Sauito 4de ronde: V van BUL Akhmedov |

### Zeilen
| Olympiër                                | Discipline      | Resultaat | Prestatie                           |
| --------------------------------------- | --------------- | --------- | ----------------------------------- |
| Brian Saffery-Cooper                    | finn klasse     | 22e       | 2445 punten: (15-18-13-27-19-14-20) |
| Keith Musto Tony Morgan                 | flying dutchman | Zilver    | 5556 punten: (8-1-2-5-6-2-11)       |
| Edwin Parry Jeremy Harris Peter Reade   | drakenklasse    | 4e        | 5090 punten: (5-1-9-2-9-6-18)       |
| Robin Aisher Eric Denham Adrian Jardine | 5,5m klasse     | 11e       | 5090 punten: (8-10-8-8-6-6-9)       |

### Zwemmen
| Olympiër                                                        | Discipline            | Resultaat | Prestatie                                                              |
| --------------------------------------------------------------- | --------------------- | --------- | ---------------------------------------------------------------------- |
| David Haller                                                    | 100m vrije slag (m)   | 47e       | serie 7: 5de in 57,7                                                   |
| Bob Lord                                                        | 100m vrije slag (m)   | 23e       | serie 8: 3de in 55,7 halve finale 2: 8ste in 56,5                      |
| Bobby McGregor                                                  | 100m vrije slag (m)   | Zilver    | serie 9: 1ste in 54,7 halve finale 3: 1ste in 54,3 finale: 2de in 53,5 |
| Bob Lord                                                        | 400m vrije slag (m)   | 29e       | serie 6: 5de in 4.33,2                                                 |
| John Martin-Dye                                                 | 400m vrije slag (m)   | 32e       | serie 7: 6de in 4.34,3                                                 |
| John Thurley                                                    | 400m vrije slag (m)   | 28e       | serie 5: 4de in 4.31,0                                                 |
| John Thurley                                                    | 1500m vrije slag (m)  | 21e       | serie 4: 3de in 18.12,3                                                |
| Geoffrey Thwaites                                               | 200m rugslag (m)      | 23e       | serie 4: 6de in 2.22,0                                                 |
| Neil Nicholson                                                  | 200m schoolslag (m)   | 16e       | serie 4: 4de in 2.36,6 halve finale 2: 8ste in 2.39,9                  |
| Brian Jenkins                                                   | 200m vlinderslag (m)  | 14e       | serie 4: 2de in 2.15,5 halve finale 2: 7de in 2.15,5                   |
| Bob Lord John Martin-Dye Peter Kendrew Bob McGregor             | 4x100m vrije slag (m) | 7e        | serie 2: 5de in 3.42,7 finale: 7de in 3.42,6                           |
| John Martin-Dye John Thurley Bob Lord Bobby McGregor            | 4x200m vrije slag (m) | 13e       | serie 2: 7de in 8.30,9                                                 |
| Geoff Thwaites Neil Nicholson Brian Jenkins Bobby McGregor      | 4x100m wisselslag (m) | 7e        | serie 1: 4de in 4.12,3 finale: 7de                                     |
|                                                                 |                       |           |                                                                        |
| Linda Amos                                                      | 100m vrije slag (v)   | 35e       | serie 5: 6de in 1.06,1                                                 |
| Sandra Keen                                                     | 100m vrije slag (v)   | 25e       | serie 2: 5de in 1.04,7                                                 |
| Diana Wilkinson                                                 | 100m vrije slag (v)   | 27e       | serie 4: 5de in 1.05,0                                                 |
| Liz Long                                                        | 400m vrije slag (v)   | 6e        | serie 3: 1ste in 4.54,5 finale: 6de in 4.52,0                          |
| Pauline Sillett                                                 | 400m vrije slag (v)   | 27e       | serie 2: 4de in 5.12,2                                                 |
| Sylvia Lewis                                                    | 100m rugslag (v)      | 19e       | serie 3: 4de in 1.12,2                                                 |
| Linda Ludgrove                                                  | 100m rugslag (v)      | 6e        | serie 1: 3de in 1.10,3 finale: 6de in 1.09,5                           |
| Jill Norfolk                                                    | 100m rugslag (v)      | 8e        | serie 4: 2de in 1.10,6 finale: 8ste in 1.11,2                          |
| Jacqueline Enfield                                              | 200m schoolslag (v)   | 13e       | serie 2: 3de in 2.54,9                                                 |
| Stella Mitchell                                                 | 200m schoolslag (v)   | 4e        | serie 3: 2de in 2.48,8 finale: 4de in 2.49,0                           |
| Jill Slattery                                                   | 200m schoolslag (v)   | 5e        | serie 4: 1ste in 2.50,2 finale: 5de in 2.49,6                          |
| Mary Anne Cotterill                                             | 100m vlinderslag (v)  | 11e       | serie 2: 2de in 1.09,4 halve finale 2: 6de in 1.09,4                   |
| Judy Gegan                                                      | 100m vlinderslag (v)  | 13e       | serie 1: 3de in 1.10,8 halve finale 2: 8ste in 1.10,5                  |
| Glenda Phillips                                                 | 100m vlinderslag (v)  | 14e       | serie 5: 1ste in 1.10,3 halve finale 1: 6de in 1.10,6                  |
| Pamela Johnson                                                  | 100m wisselslag (v)   | 22e       | serie 3: 6de in 6.11,9                                                 |
| Anita Lonsbrough                                                | 100m wisselslag (v)   | 7e        | serie 1: 1ste in 5.30,6 finale: 7de in 5.30,5                          |
| Sandra Keen Pauline Sillett Liz Long Diana Wilkinson            | 4x100m vrije slag (v) | 9e        | serie 2: 5de in 4.15,1                                                 |
| Jill Norfolk Stella Mitchell Mary Anne Cotterill Elizabeth Long | 4x100m wisselslag (v) | 5e        | serie 2: 3de in 4.44,3 finale: 5de in 4.45,8                           |

Afghanistan · Algerije · Argentinië · Australië · Bahama's · België · Bermuda · Birma · Bolivia · Brazilië · Brits-Guiana · Bulgarije · Cambodja · Canada · Ceylon · Chili · Colombia · Congo-Brazzaville · Costa Rica · Cuba · Denemarken · Dominicaanse Republiek · Duits eenheidsteam · Ethiopië · Filipijnen · Finland · Frankrijk · Ghana · Griekenland · Groot-Brittannië · Hongarije · Hongkong · Ierland · IJsland · India · Irak · Iran · Israël · Italië · Ivoorkust · Jamaica · Japan · Joegoslavië · Kameroen · Kenia · Libanon · Liberia · Libië · Liechtenstein · Luxemburg · Madagaskar · Maleisië · Mali · Marokko · Mexico · Monaco · Mongolië · Nederland · Nederlandse Antillen · Nepal · Nieuw-Zeeland · Niger · Nigeria · Noord-Rhodesië · Noorwegen · Oeganda · Oostenrijk · Pakistan · Panama · Peru · Polen · Portugal · Puerto Rico · Roemenië · Senegal · Sovjet-Unie · Spanje · Taiwan · Tanganyika · Thailand · Trinidad en Tobago · Tsjaad · Tsjecho-Slowakije · Tunesië · Turkije · Uruguay · Venezuela · Verenigde Arabische Republiek · Verenigde Staten · Vietnam · Zuid-Korea · Zuid-Rhodesië · Zweden · Zwitserland